# Camponotus acutirostris
Camponotus acutirostris é uma espécie de inseto do gênero Camponotus, pertencente à família Formicidae.